# Amsterdams Andalusisch Orkest
Het Amsterdams Andalusisch Orkest (AAO) is een Amsterdams orkest gespecialiseerd in Arabo-Andalusische muziek. Het orkest werd in 2011 opgericht door een groep vrienden in Amsterdam, met als doel het delen van het muzikale erfgoed van Al-Andalus. Het AAO combineert Arabo-Andalusische muziek met andere genres, zoals klassieke Arabische muziek, jazz en flamenco.
Het Amsterdams Andalusisch Orkest gaf concerten met (inter)nationale artiesten en gezelschappen zoals Estrella Morente, Sami Yusuf, Cappella Amsterdam, Nabyla Maan, Naaz, Karima el Filali , het Koninklijk Concertgebouworkest en het Metropole Orkest. Ze traden op in grote zalen en op festivals zoals het Holland Festival, Le Guess Who?, het Koninklijk Concertgebouw, TivoliVredenburg en Muziekgebouw aan 't IJ. Daarnaast gaven ze tv-optredens bij Podium Klassiek, Vrije Geluiden en On Stage.
Het AAO is daarnaast actief in het theater: ze maakten theaterprogramma's met onder andere ICK Dans Amsterdam, Orkater en Jeugdtheater de Krakeling.
Het Amsterdams Andalusisch Orkest is samen met de Meervaart organisator van het tweejaarlijkse Ud Festival.

## Bezetting
Het Amsterdams Andalusisch Orkest werkt o.a. met de volgende instrumenten:
- viool
- altviool
- oed
- qanun
- ney
- rabab
- contrabas
- percussie

## Erkenning en waardering
In 2024 won het Amsterdams Andalusisch Orkest de Cultuurfonds Prijs. Het Cultuurfonds schreef in hun toelichting het volgende:
“Met hun vernieuwende en genreoverstijgende muziekproducties, die variëren van Arabische muziek tot jazz en flamenco, weet het AAO een groot en divers publiek te bereiken, zowel in Nederland als internationaal. Ze zijn multidisciplinair, ontstijgen de vaste vorm en gaan vele samenwerkingen aan die hun werk nog verder verrijken. Daarnaast verbindt hun educatieve werk nieuwe generaties met de kracht van muziek.”
Het Parool schreef over de voorstelling Remla: "de musici boren moeiteloos uiteenlopende registers aan. Klassieke Arabische zang, hoekige funk, soepele jazz: dit ensemble kan alles spelen."
De Volkskrant nam Jihad van Liefde op in de lijst van 10 beste theatervoorstellingen van het seizoen 2019-2020, en noemde het concert van Estrella Morente met het Amsterdams Andalusisch Orkest "een van de spectaculairste shows" van Le Guess Who? 2022.
Trouw noemde AAO's Hadra Immersive het hoogtepunt van de eerste festivaldag van Le Guess Who? 2024.

## Voorstellingen & producties (selectie)
- Abir El Abed & Amsterdams Andalusisch Orkest: Chaabi Andalusi (2016)[24]
- ICK Dans Amsterdam & Amsterdams Andalusisch Orkest - Ziel/Rouh (2018)[16]
- Karima el Filali & Amsterdams Andalusisch Orkest - A tribute to Oum Kalthoum (2020)[25]
- Wat we doen, het Amsterdams Andalusisch Orkest, George & Eran Producties en ICK Amsterdam - Hoe Ik Talent Voor Het Leven Kreeg (2020, naar het boek van Rodaan Al Galidi)[26]
- George en Eran Producties i.s.m. Senf Theaterpartners, Theater de Meervaart & Amsterdams Andalusisch Orkest - Jihad van Liefde (2020, naar het boek van David van Reybrouck)[27]
- Redouan Ait Chitt, Denden Karadeniz & Amsterdams Andalusisch Orkest - REMLA (2022)[5]
- Sanaa Marahati ft. Amsterdams Andalusisch Orkest (2022)[12]
- Sami Yusuf, Cappella Amsterdam & Amsterdams Andalusisch Orkest - When Paths Meet (Holland Festival, 2022)[7]
- Estrella Morente & Amsterdams Andalusisch Orkest (Le Guess Who?, 2022)[6]
- Cappella Amsterdam & Amsterdams Andalusisch Orkest - Cantigas - Verhalen uit Al-Andalus (2023)[28]
- Nai Barghouti ft. Metropole Orkest & Amsterdams Andalusisch Orkest (2023)[9]
- Naaz ft. Amsterdams Andalusisch Orkest & Concertgebouworkest (2024)[10]
- Orkater i.s.m. Theater De Meervaart en het Amsterdams Andalusisch Orkest - Café 749 (2024)[29]
- Amsterdams Andalusisch Orkest i.s.m. Arion de Munck - Hadra Immersive (2024)[23]

## Discografie
- Abir El Abed & Amsterdams Andalusisch Orkest - Andalusian Echoes (2017)
- Amsterdams Andalusisch Orkest - Ziel | Rouh (muziek voor de dansvoorstelling Ziel i.s.m. ICK Amsterdam) (2018)
- Salah Eddine Mesbah & Amsterdams Andalusisch Orkest - Mystic Mirrors (2020)
- Sami Yusuf, Cappella Amsterdam & Amsterdams Andalusisch Orkest - When Paths Meet - Live at the Holland Festival (2023)
- Amsterdams Andalusisch Orkest - Andalusian Currents (2024)